# Zhang Liang
Zhang Liang (張良), conosciuto sia come Zifang (子房) o come Marchese Wencheng di Liu (... – 189 a.C.), è stato un funzionario cinese, discendente di una nobile famiglia dello Stato di Hàn e visse durante il Periodo dei regni combattenti.
La sua famiglia ricopriva incarichi nello stato da quattro generazioni, pianificò l'assassinio contro il regnante Qin Shi Huang, reo d'aver distrutto la sua nazione, ma il sicario fallì il suo tentativo ed egli fu costretto a fuggire. Questo fallimento ha dato origine ad un famoso idioma di quattro lettere, composto nel ricordo di tale impresa. Nel 208 a.C. si unirà a Liu Bang per ribellarsi contro Qin e lo aiuterà a stabilire la Dinastia Han. Diventerà il suo consigliere fidato e si ritirerà in futuro a vita privata per praticare il Taoismo.
La leggenda racconta che una volta Zhang Liang aiutò un uomo anziano ad indossare un paio di scarpe, fu per questo ricompensato con un libro di strategia e tattica militare noto come “ L'arte della Guerra del Granduca”, con il quale poté ben consigliare Liu Bang. La leggenda inoltre sostiene che il vecchio disse che a tredici anni da quell'evento egli avrebbe visto uno strano ciottolo giallo, quello non sarebbe stato altro che la sua reincarnazione. Passati tredici anni, Zhang Liang vide effettivamente il giallo ciottolo e vi costruì attorno la propria dimora ed un altare. Alla sua morte venne sepolto con il ciottolo.